# Ξ
Csi (Ξ ou ξ; em grego:  ξι, transl.: xi) é a décima quarta letra do alfabeto grego, cujo som, neste alfabeto, é semelhante ao "x" de "látex" ou de "tóxico".
Na transliteração para português, a letra designa-se e pronuncia-se csi ou xi.
No sistema numérico grego, vale 60.
No modo matemático do LaTeX, é representada por: {\displaystyle \Xi } e {\displaystyle \xi }.

## Usos em matemática e ciência

### Maiúscula
A letra csi maiúscula (Ξ) é usada como símbolo para:
- Bárions Xi em física de partículas

### Minúscula
A letra csi minúscula (ξ) é usada como símbolo para:
- Variáveis aleatórias
- Avanço da reação (um conceito físico-químico discutido geralmente em cinética da engenharia química e termodinâmica)[2]
- Vector próprio
- Tipo de hemoglobina embrionária do grupo das globinas α (cromossoma 16)[carece de fontes?]
- Amortecimento em análise de vibração

## Classificação
- Alfabeto: alfabeto grego